# Cordylocarpus muricatus
Cordylocarpus muricatus là một loài thực vật có hoa trong họ Cải. Loài này được Desf. mô tả khoa học đầu tiên năm 1798.